# Mind Your Language
Mind your language là một series phim hài tình huống truyền hình sản xuất bởi London Weekend Television phát trên đài truyền hình ITV (Vương quốc Liên hiệp Anh và Bắc Ireland) từ 1977 đến 1979 và được đánh giá là một trong những series phim hài sitcom hay nhất từng được phát sóng trên truyền hình. Series này được sản xuất lại với một số sửa đổi và phát sóng trở lại vào năm 1985. Nội dung của series là các tình huống hài hước trong lớp học tiếng Anh cho các học viên nước ngoài của một trung tâm ngôn ngữ ở Luân Đôn mà sự hài hước được tạo ra từ vốn tiếng Anh lộn xộn của các học viên là người nước ngoài đang sinh sống tại Luân Đôn.

### Nội dung chính
Nội dung của phim xoay quanh các tình tiết chủ yếu xảy ra trong lớp học tại một trung tâm ngôn ngữ ở Luân Đôn mà hiệu trưởng là cô Dolores Courtney và giáo viên phụ trách lớp là thầy Jeremy Brown. Lớp học của thầy Brown dạy các học viên là những người nước ngoài đến từ các nước khác nhau như Đức, Pháp, Tây Ban Nha, Ý, Hy Lạp, Ấn Độ, Pakistan, Nhật Bản, Trung Quốc,.. là những người đang làm việc tại Luân Đôn, tham gia học ngoài giờ tại đây vào các buổi tuối hàng ngày. Các học viên này đều có điểm chung là có vốn tiếng Anh còn rất hạn chế (thậm chí có người chưa nói được tiếng Anh) và tạo ra các tình huống hài hước dở khóc dở cười vì sử dụng sai tiếng Anh hoặc hiểu sai tiếng Anh, hoặc cách nói tiếng Anh theo phong cách địa phương của họ,.. Với tất cả 42 tập (20 phút mỗi tập), phim được chấm điểm 8,7/10 trên Imdb.

### Nhân vật

#### Nhân viên của trung tâm ngôn ngữ
- Jeremy Brown (do Barry Evans đóng vai trong toàn bộ 42 tập phim), là một giáo viên vui tính, nhiệt tình và luôn hết lòng dạy sinh viên của mình. Thầy Brown là một người độc thân, mồ côi từ nhỏ (trong một tập phim, Brown từng tưởng lầm ông già lao công nghiện rượu trong trung tâm, Sidney, là cha đẻ của mình) và lớn lên trong trại mồ côi, tốt nghiệp Đại học Oxford. Brown từng làm giáo viên dạy tiếng Anh ở một trường phổ thông, nhưng sau đó nghỉ việc và nhận thử việc tại lớp học này. Trước Brown, các giáo viên phụ trách lớp này đều không chịu nổi các học viên vì sự kém cỏi và những tình huống dở khóc dở cười gây ra bởi học viên (thậm chí có người phát điên) và đều bỏ dở việc làm. Ở ngay tập thứ hai, hiệu trưởng trường đã ngừng hợp đồng với Brown để thay bằng một nữ giáo viên khác, nhưng rồi lại nhanh chóng phải mời thầy Brown trở lại vì giáo viên mới này cũng không chịu nổi. Brown luôn cố gắng dạy hết khả năng và dùng nhiều phương pháp khác nhau để nâng cao tiếng Anh cho học viên của mình. Jeremy Brown là một trong những vai diễn thành công nhất của diễn viên Barry Evans.[4]
- Dolores Courtney (do Zara Nutley thủ vai), là một nữ hiệu trưởng trung niên khó tính (theo chủ nghĩa nữ quyền) và có phần thiếu thiện cảm với các học viên nước ngoài. Cô Courtney muốn một nữ giáo viên phụ trách lớp nên ban đầu thường tỏ ra không thích thầy Brown (cô Courtney thường thích bất thình lình nhảy vào lớp cắt ngang thầy Brown, kiểm tra đột xuất học viên,..). Cô Courtney trong một tập phim từng suýt bị người tình cũ lừa tình, nhưng lại được thầy Brown cùng mọi người vạch mặt người tình cũ là một tên lừa đảo. Nhân vật này là người yêu thời trẻ của cô Courtney và đám cưới hụt với ông này khiến cô không lấy chồng. Cô Courtney trong một tập phim tiết lộ cô có bằng thạc sĩ từ Đại học Oxford, luôn có thói quen uống cà phê một mình với bánh bích quy trong văn phòng (có lần bị tóm uống trộm rượu).
- Gladys (do Iris Sadler đóng vai trong 20 tập), một nhân viên phục vụ căng tin của trường học. Gladys thường được gọi là "Gladys bà hàng trà", là một phụ nữ có tuổi vui tính, phúc hậu.
- Sidney (do Tommy Godfrey trong 20 tập phim), là một người đàn ông có tuổi chuyên làm quét dọn tại trường. Sidney (thường được gọi là Sid) là một người nghiên rượu, hút nhiều thuốc lá, thường tán gẫu với học viên để dạy họ những tiếng lóng theo ngôn ngữ địa phương Luân Đôn (Cockney).

#### Học viên lớp học
- Giovanni Capello (do George Camiller đóng vai): là một đầu bếp người Ý, có mặt ở tất cả 42 tập phim. Giovani là lớp trưởng không chính thức, luôn được thầy Brown giao cho phụ trách lớp mỗi khi anh vắng mặt. Giovani luôn gọi Brown là Professori, luôn hỏi lại scusi (thay vì nói excuse me) khi không hiểu, hay nói Okey Cokey. Anh này chơi thân và sống cùng nhà với một sinh viên khác ở lớp là Max, luôn gọi một học viên khác (Juan Cervantes) là Spanish omelette.
- Maximillian Andrea Archimedes Papandrious - thường được gọi là Max (do Kevork Malikyan đóng vao), có mặt ở 29 tập phim, là một thợ đóng tàu người Hy Lạp, bạn thân cùng nhà của Giovani. Anh này thường cố thêm âm h khi phát âm nhiều từ.
- Danielle Favre (do Françoise Pascal đóng vai), có mặt ở 29 tập phim, là một au pair xinh đẹp người Pháp, thường được Max và Giovani ve vãn tán tỉnh. Danielle thường nói tiếng Anh theo giọng Pháp. Danielle thích thầy Brown và hay tán tỉnh thầy, vì thế cũng ghen tị với nữ sinh khác vào lớp sau là Ingrid Svenson.
- Anna Schmidt (do diễn viên Jacki Harding đóng vai) có mặt ở cả 42 tập phim. Anna là một giúp việc người Đức, thường gặp vấn đề phát âm các từ tiếng Anh giữa các âm v và w (do đặc trưng phát âm của Đức), và thường kết thúc câu khi nói tiếng Anh bằng các từ tiếng Đức. Anna là một học viên chăm học, nghiêm túc và đôi lần đấm anh chàng Max để nhắc nhở.
- Ranjeet Singh (do Albert Moses đóng vai, là nhân vật xuất hiện trong cả 42 tập phim), là một người Punjab (Ấn Độ) theo đạo Sikh. Ranjeet là nhân viên điều hành tàu điện ngầm Luân Đôn, thường nói Thousand apologies khi xin lỗi. Ranjeet luôn có hiềm khích với nhân vật Ali Nadim do xung đột tôn giáo Ấn Độ - Pakistan. Ở những tập gần cuối, hai nhân vật này mới chính thức coi nhau là bạn thân thiết với nhau.
- Ali Nadim (do diễn viên Dino Shafeek đóng vai), là một người thất nghiệp nhập cư gốc Pakistan theo đạo Hồi. Giống như Ranjeet, Ali thường nói tiếng Anh theo giọng Ấn Độ (thường xuyên dùng động từ thể verb-ing) và hay hiểu sai nghĩa của các câu tiếng Anh, thường trả lời lại Yes, please, hay dùng các từ cảm thán như Oh blimey, Jolly good (lẽ ra là very good),.. Ali Nadim hay xung đột với Ranjeet, gọi anh này là Gã mặt khỉ (Monkey face).
- Juan Cervantes (do diễn viên Ricardo Montez ở tất cả 42 tập phim) là một bartender người Tây Ban Nha theo đạo Công giáo. Juan xuất phát ban đầu có vốn tiếng Anh rất kém, thậm chí thản nhiên nói tiếng Tây Ban Nha khi được được thầy Brown hoặc cô Courtney hỏi. Juan thường nói Por favor (nghĩa là Please), hoặc Si Senior (Yes sir), Santa Maria, s'alright (It's alright).., rất tự tin với các câu trả lời của mình (dù có khi không hiểu gì). Mặc dù sau vài tập, tiếng Anh của Juan đã được cải thiện rõ rệt nhưng vẫn có kết quả thi rất kém cỏi, và vẫn luôn nói theo kiểu pha trộn tiếng Anh và Tây Ban Nha.
- Jamila Ranjha (do diễn viên Jamila Massey đóng vai, là nhân vật của 29 tập phim), là một phụ nữ theo chồng người Pakistan, hoàn toàn không biết một chút tiếng Anh nào khi mới đến lớp và luôn đan len khi đến lớp. Trong những tập đầu tiên, Jamila thậm chí không nói được một từ nào (cô thậm chí viết tên mình bằng chữ Hindu khi được thầy Brown hỏi tên khi mới làm quen. Nhờ sự cổ vũ của thầy Brown và cả lớp, Jamila cố gắng học từng từ tiếng Anh một và ban đầu chỉ nói được đúng một câu chào Good evening - chào buổi tối (thậm chí phát âm sai thành gud hefening). Cô luôn gọi thầy Brown là Masterji (có thể nghĩa là thầy trong tiếng Hindi), nhưng đã nhanh chóng trở nên tiến bộ khi ngày càng nói được nhiều tiếng Anh, và thậm chí sau này trở thành người nói tiếng Anh tốt nhất lớp.
- Chung Su-Lee (do diễn viên Pik-Sen Lim đóng vai, nhân vật của 27 tập phim), là một nhân viên Đại sứ quán Trung Quốc tại Luân Đôn. Su-Lee là một nhân vật được xây dựng như một phụ nữ Trung Quốc siêu tẩy não và sùng kính Mao Trạch Đông, luôn đặt các câu nói tiếng Anh tuyên truyền về chủ nghĩa Mao (hoặc cộng sản). Su-Lee nói tiếng Anh nặng giọng Trung Quốc và thường bị lầm lẫn giữa âm r và l (phát âm orange thành olange). Su-Lee từng có xung đột với học viên khác người Nhật Bản là Taro, do cô cho rằng Nhật Bản là thành trì của chủ nghĩa tư bản đối lập với Trung Quốc.
- Tarō Nagazumi (do diễn viên Robert Lee đóng vai, nhân vật trong 29 tập phim đầu), là một kỹ sư điện của một công ty Nhật Bản có đại diện ở Luân Đôn. Luôn mang theo một chiếc máy ảnh. Taro luôn phát âm có âm cuối là o và cũng lẫn lộn r và l y chang Su-Lee, luôn trả lời lại Ah-so và cúi gập người  khi nhận được câu hỏi từ thầy Brown. Ban đầu Taro và Su-Lee có xung đột (Thường là về ý thức hệ). nhưng hai nhân vật này nhanh chóng trở nên thân thiết với nhau.
- Ingrid Svenson (do diễn viên Anna Bergman đóng vai, nhân vật của 21 tập phim bắt đầu từ mùa thứ 2), là một au pair người Thụy Điển. Do Ingrid khá xinh đẹp, tự tin và cũng hay tán tỉnh thầy Brown, cô này và Danielle thường có xích mích với nhau.
- Zoltán Szabó (do Gabor Vernon đóng vai, chỉ xuất hiện trong 8 tập phim ở mùa thứ hai), là một người Hungary. Zoltán ban đầu cũng hoàn toàn không biết tiếng Anh, phải bắt đầu giao tiếng bằng cách dùng một từ điển để trao đổi, và luôn hỏi lại bằng tiếng Hungary bochanot  (Excuse me) khi nhận được các câu hỏi.

Ngoài các nhân vật chính này, có xuất hiện thêm một số nhân vật (không thường trực) ở các mùa về sau, như Michelle Dumas, Maria Papandrious (em gái của Max), Farrukh Azzam, Fu Wong Chang,...

### Các tập phim
Toàn bộ có 42 tập phim được chia làm 4 kỳ (Stuart Allen là đạo diễn các mùa 1-3, còn mùa thứ 4 sản xuất lại vào năm 1985 được đạo diễn bởi Albert Moses):
- Mùa thứ nhất (13 tập), bắt đầu phát sóng trên truyền hình từ 30/12/1977
- Mùa thứ hai (8 tập), bắt đầu phát sóng từ 5/11/1978
- Mùa thứ ba (8 tập), bắt đầu lên sóng từ 27/10/1979
- Mùa thứ 4 (13 tập), được sản xuất lại và lên sóng năm 1985.

### Chuyển thể ở các quốc gia
Bên cạnh phát sóng trên truyền hình tại Anh, series phim cũng được phát sóng trên truyền hình tại nhiều quốc gia như  Pakistan, Australia, New Zealand, Sri Lanka, India, Malaysia, Kenya, Nigeria, Ghana, Singapore, Canada và Hoa Kỳ. Bên cạnh phim gốc nguyên bản, nhiều quốc gia cũng đã chuyển thể thành các phim địa phương dựa theo phim gốc tại Anh:
- Ấn Độ: Zabaan Sambhalke[5] and Zaban Sambhal Ke  (in Hindi)
- Kenya: Classmates[6]
- Malaysia: Cakap Melayu Lah (tiếng Malay)[7] và Oh My English! (tiếng Anh)
- Nigeria: Second Chance! (tiếng Anh),[8] và Jami'ar Albarkawa (tiếng Hausa) [9]
- Sri Lanka: Raja Kaduwa! (tiếng Sinhala)[10]
- Hoa Kỳ: What a Country!
- Indonesia: Kelas Internasional (Tiếng Indonesia)[11]
- Nhật Bản: Nihonjin no shiranai nihongo
- Jordan: العلم نور (al-ʿilm nūr; Tiếng Ả Rập)
- Malta: Klassi Għalina (Tiếng Malta)
- Tamil: Kodambakkam High School starring Lollu Sabha Swaminathan, Sivakarthikeyan